# プルイット・テイラー・ヴィンス
プルイット・テイラー・ヴィンス（Pruitt Taylor Vince 1960年7月5日 - ）は、アメリカ合衆国の俳優。ルイジアナ州バトンルージュ出身。

## 来歴
1960年にルイジアナ州のバトンルージュに生まれる。ルイジアナ州立大学に入学したが、出願した際にコンピューターの誤作動により、演劇専攻に進む事になった。
1986年にジム・ジャームッシュ監督の『ダウン・バイ・ロー』で映画デビューを果たすも、出演シーンがカットになってしまった。しかし翌年の1987年にはミッキー・ローク主演の『エンゼル・ハート』と『バーフライ』、ジル・クレイバーグとバーバラ・ハーシー出演の『Shy People』の三本へ立て続けに出演。それからは徐々に出演作品も増えていき、90年代に入るとオリヴァー・ストーン監督の『JFK』やポール・ニューマン主演の『ノーバディーズ・フール』などの作品に出演。1998年に出演したジュゼッペ・トルナトーレ監督の『海の上のピアニスト』では、ティム・ロス演じるナインティーン・ハンドレッドのよき理解者でストーリーの語り手という重要な役柄を演じている。
2009年、初監督映画（兼出演）『Cameraman』の撮影を行っていたが、プロデューサーのデヴィッド・ニュートン・コールと制作方針をめぐって現場で大ゲンカを繰り広げた挙句、監督を解任されてしまった。

### 私生活
1990年代頃から眼球振盪を患い、演技中も目が自然にカタカタと動くようになってしまっている。これまで2度の結婚歴があり、1度目の結婚の離婚後、2003年に再婚している。

## フィルモグラフィ

### 映画
| 年   | 題名                                                                              | 役名                     | 備考                                          | 日本語吹替                                                                      |
| ---- | --------------------------------------------------------------------------------- | ------------------------ | --------------------------------------------- | ------------------------------------------------------------------------------- |
| 1987 | エンゼル・ハート Angel Heart                                                      | デイモス                 |                                               | 幹本雄之（フジテレビ版） 喜多川拓郎（テレビ朝日版）                             |
| 1987 | バーフライ Barfly                                                                 | ジョー                   | （吹き替え版なし）                            |                                                                                 |
| 1987 | 或る人々 Shy People                                                               | ポール                   | （吹き替え版なし）                            |                                                                                 |
| 1988 | レッドブル Red Heat                                                               | ホテルフロント係         | 大山高男（テレビ朝日版） 不明（ソフト版）     |                                                                                 |
| 1988 | ミシシッピー・バーニング Mississippi Burning                                      | レスター・コーワンズ     | 西村知道（ソフト版） 島田敏（テレビ朝日版）   |                                                                                 |
| 1989 | K-9/友情に輝く星 K-9                                                              | ベニー                   | 麦人（ソフト版） 小島敏彦（テレビ朝日版）     |                                                                                 |
| 1989 | 天使が降りたホームタウン Homer & Eddie                                            | レジ係                   | （吹き替え版なし）                            |                                                                                 |
| 1990 | ワイルド・アット・ハート Wild at Heart                                            | バディ                   | 不明                                          |                                                                                 |
| 1990 | 愛と哀しみの旅路 Come See the Paradise                                            | ファレル                 | 不明                                          |                                                                                 |
| 1990 | ジェイコブズ・ラダー Jacob's Ladder                                               | ポール                   | 辻つとむ（ソフト版） 秋元羊介（日本テレビ版） |                                                                                 |
| 1991 | JFK                                                                               | リー・ボワーズ           | 土師孝也（ソフト版） 福田信昭（テレビ朝日版） |                                                                                 |
| 1994 | チャイナ・ムーン/魔性の女 白い肌に秘められた殺意 China Moon                       | ダリル                   | 不明                                          |                                                                                 |
| 1994 | シティ・スリッカーズ2/黄金伝説を追え City Slickers II: The Legend of Curly's Gold | バド                     | 中村雄一                                      |                                                                                 |
| 1994 | ナチュラル・ボーン・キラーズ Natural Born Killers                                 | キャヴァナー             |                                               |                                                                                 |
| 1994 | ノーバディーズ・フール Nobody's Fool                                              | Rub Squeers              | 安西正弘                                      |                                                                                 |
| 1995 | 君に逢いたくて Heavy                                                              | ヴィクター               | （吹き替え版なし）                            |                                                                                 |
| 1996 | ビューティフル・ガールズ Beautiful Girls                                          | スティンキー             | 星野充昭                                      |                                                                                 |
| 1997 | エンド・オブ・バイオレンス The End of Violence                                    | フランク                 | 不明                                          |                                                                                 |
| 1998 | ドクター・ドリトル Dr. Doolittle                                                  | ハマースミスの患者       | クレジットなし                                | 飯塚昭三（ソフト版） 乃村健次（日本テレビ版）                                   |
| 1998 | 海の上のピアニスト La leggenda del pianista sull'oceano                           | マックス                 |                                               | 玄田哲章（VHS・DVD版、テレビ朝日版） 小松史法（Blu-ray版） 牛山茂（機内上映版） |
| 1999 | マムフォード先生 Mumford                                                          | ヘンリー                 | （吹き替え版なし）                            |                                                                                 |
| 2000 | ベティ・サイズモア Nurse Betty                                                    | バラード                 | 茶風林                                        |                                                                                 |
| 2000 | ザ・セル The Cell                                                                 | レイド                   | 掛川裕彦                                      |                                                                                 |
| 2002 | シモーヌ S1m0ne                                                                   | マックス                 | 沢木郁也                                      |                                                                                 |
| 2002 | コール Trapped                                                                    | マーヴィン・プール       | 横島亘                                        |                                                                                 |
| 2003 | アイデンティティー Identity                                                       | マルコム・リヴァース     | 永田博丈（ソフト版） 玄田哲章（テレビ東京版） |                                                                                 |
| 2003 | モンスター Monster                                                                | ジーン                   | 桜井敏治                                      |                                                                                 |
| 2005 | コンスタンティン Constantine                                                      | ヘネシー神父             | 塩屋浩三（ソフト版） 石住昭彦（テレビ朝日版） |                                                                                 |
| 2005 | セクシー・ボディ・スナッチャーズ Drop Dead Sexy                                   | スパイダー               | （吹き替え版なし）                            |                                                                                 |
| 2007 | キャプティビティ Captivity                                                        | ベン・デクスター         | 木村雅史                                      |                                                                                 |
| 2008 | 519号室 The Echo                                                                  | ジョセフ                 | 不明                                          |                                                                                 |
| 2009 | エレクトリック・ミスト 霧の捜査線 In the Electric Mist                            | ルー                     | 不明                                          |                                                                                 |
| 2009 | マッド・ブラザー Leaves of Grass                                                  | ビッグ・ジョー・シャープ | 不明                                          |                                                                                 |
| 2010 | ロスト5 Mysterious Island                                                         | ギデオン                 | 不明                                          |                                                                                 |
| 2011 | フライペーパー! 史上最低の銀行強盗 Flypaper                                       | ジェリー                 | 田中英樹                                      |                                                                                 |
| 2011 | ドライブ・アングリー3D Drive Angry                                                | ロイ                     | 不明                                          |                                                                                 |
| 2012 | ブレーキ Brake                                                                    | 運転手                   | 不明                                          | 声の出演                                                                        |
| 2013 | バトルフロント Homefront                                                          | 弁護士                   | 不明                                          |                                                                                 |
| 2018 | ギャング・イン・ニューヨーク Gotti                                                | アンジェロ・ルッジェーロ |                                               | 堀内賢雄                                                                        |
| 2018 | バード・ボックス Bird Box                                                         | リック                   |                                               | 不明                                                                            |
| 2025 | スーパーマン Superman                                                             | ジョナサン・ケント       |                                               | ささきいさお                                                                    |

### テレビシリーズ
| 年        | 題名                                                 | 役名                     | 備考                                                | 日本語吹替                             |
| --------- | ---------------------------------------------------- | ------------------------ | --------------------------------------------------- | -------------------------------------- |
| 1988      | マイアミ・バイス Miami Vice                          | クルス                   | シーズン5 第4話 "危険な休暇 脱獄した凶悪犯を追え!!" |                                        |
| 1990      | 新・夜の大捜査線 In the Heat of the Night            | レオナルド・グリソム     | シーズン4 第4話 "Perversions of Justice"            |                                        |
| 1992      | タイムマシーンにお願い Quantum Leap                  | ハンク                   | シーズン4 第19話 "Moments to Live"                  |                                        |
| 1995      | シカゴホープ Chicago Hope                            | ウォルター・プラット     | シーズン1 第12話 "Small Sacrifices"                 | 緒方賢一（VHS版） 不明（テレビ朝日版） |
| 1996      | Xファイル X File                                     | ジェリー                 | シーズン4 第4話 "アンルーヘ"                        | 古田信幸                               |
| 1997      | マーダー・ワン Murder One                            | クリフォード・バンクス   | 6エピソード                                         |                                        |
| 2003      | エイリアス Alias                                     | キャンベル               | シーズン3 第8話 "シドニーの弱点"                    | 楠見尚己                               |
| 2004      | タッチング・イーブル〜闇を追う捜査官〜 Touching Evil | シリル・ケンプ           | 5エピソード                                         | 桜井敏治                               |
| 2004      | CSI:科学捜査班 CSI: Crime Scene Investigation        | マーティ                 | シーズン5 第5話 "掟破り"                            | 駒谷昌男                               |
| 2005-2006 | デッドウッド 〜銃とSEXとワイルドタウン Deadwood      | モーゼ・マヌエル         | 10エピソード                                        | （吹き替え版なし）                     |
| 2006      | Dr.HOUSE House M.D.                                  | ジョージ                 | シーズン3 第6話 "ケ・セラ・セラ"                    | 原田晃                                 |
| 2009      | ミディアム 霊能者アリソン・デュボア Medium           | ピーター                 | シーズン6 第1話 "復活"                              | 立木文彦                               |
| 2010      | メンフィス・ビート ～南部警察 人情派～ Memphis Beat  | マーティン・マシューズ   | シーズン1 第10話 "I Want to Be Free"                | （吹き替え版なし）                     |
| 2010-2013 | メンタリスト The Mentalist                           | J・J・ラローシュ         | 11エピソード                                        | 金子由之                               |
| 2011      | ザ・ケープ 漆黒のヒーロー The Cape                   | ゴーグルス               | 第6話 "ハイテク暗殺ブラザーズ"                      | 後藤哲夫                               |
| 2011      | ウォーキング・デッド The Walking Dead                | オーティス               | 2エピソード                                         | 原田晃                                 |
| 2012      | JUSTIFIED 俺の正義 Justified                         | グレン・フォグル         | シーズン3 第3話 "ハーランルーレット"                | 不明                                   |
| 2012      | BONES -骨は語る- Bones                               | ヘイズ・ジャクソン       | シーズン7 第7話 "消えた囚人"                        | かぬか光明                             |
| 2012      | Hawaii Five-0                                        | リチャード・ブランチ     | シーズン2 第20話 "捨てられた記憶"                   | 緒方賢一                               |
| 2014      | トゥルーブラッド True Blood                          | フィン                   | 5エピソード                                         | （吹き替え版なし）                     |
| 2015      | HEROES REBORN/ヒーローズ・リボーン Heroes Reborn     | キャスパー・エイブラハム | 7エピソード                                         | 木村雅史                               |
| 2017-2018 | エージェント・オブ・シールド Agents of S.H.I.E.L.D.  | グリル                   | 4エピソード                                         | 長克巳                                 |
| 2018      | THE BLACKLIST/ブラックリスト The Blacklist           | ローレンス・デヴリン     | 2エピソード                                         | 北川勝博                               |